# Kampa-Halle
Die Kampa-Halle ist eine Mehrzweckhalle in der ostwestfälischen Stadt Minden im Bundesland Nordrhein-Westfalen. Sie wurde am 31. Dezember 2019 wegen bau- und brandtechnischer Mängel geschlossen. Der Kreistag beschloss im Oktober 2020 die Sanierung. Am 8. September 2021 wurde sie mit dem ersten Heimspiel von GWD Minden der HBL Saison 2021/22, bei dem auch Publikum erlaubt war, wiedereröffnet.

## Geschichte
Die Kampa-Halle wurde 1970 als Kreissporthalle Minden eröffnet. Eigentümer war der damalige Kreis Minden. Die Halle wurde ursprünglich für den Schulsport errichtet. In unmittelbarer Nähe befinden sich das Leo-Sympher-Berufskolleg, das Freiherr-vom-Stein-Berufskolleg des Kreises Minden-Lübbecke sowie das Besselgymnasium.
Neben dem Schulsport stand die Halle auch für den Vereinssport zur Verfügung, unter anderem für den Handballverein GWD Minden und den früheren Damen-Handballbundesligisten TuS Eintracht Minden. Neben den sportlichen Aktivitäten gab es zunehmend auch kulturelle Veranstaltungen. So traten z. B. Chris de Burgh, Udo Jürgens, Ina Müller, Helge Schneider, Jennifer Rostock, Delirious?, Die Toten Hosen, Dieter Nuhr und Rüdiger Hoffmann in der Kreissporthalle auf. Die Halle wurde auch für verschiedene Messen genutzt, zum Beispiel die Berufsorientierungsmesse GoFuture und eine Immobilienmesse.
Da die Besucher mit der Zeit sowohl an den Handballbundesliga-Spielbetrieb als auch im Bereich kultureller Veranstaltungen andere Anforderungen stellten, wurde die Modernisierung der Kreissporthalle Minden zu einer multifunktionalen Einrichtung (Sport und Kultur) im Jahr 1999 notwendig. Durch die finanzielle Unterstützung eines privaten Sponsors, des Fertighausherstellers Kampa, und des Ministeriums für Arbeit, Soziales und Stadtentwicklung, Kultur und Sport des Landes Nordrhein-Westfalen konnte die Modernisierung realisiert werden. Die Kreissporthalle Minden wurde nach der Umbauphase in „Kampa-Halle“ umbenannt.

### Diskussion um die Schließung der Halle
Zum 31. Dezember 2019 musste die fast 50 Jahre alte Halle wegen gravierender bau- sowie brandschutzrechtlicher Mängel geschlossen werden, da die Betriebserlaubnis nicht verlängert wurde. Die Fraktionen von SPD und CDU, die im Kreistag Minden-Lübbecke zusammen die Mehrheit stellten, sprachen sich gegen eine 15 Millionen Euro teure Instandsetzung aus. Dies hatte Auswirkungen auf viele Mindener Vereine und den Schulsport.
Da die Schließung der Halle kurzfristig bekannt gegeben wurde, stellt sie die Stadt sowie ansässige Vereine vor große Herausforderungen. GWD Minden zog bis zum Ende der laufenden Saison 2019/20 in die Spielstätte des Kreisrivalen TuS N-Lübbecke, die Merkur Arena, um und entwickelte für die Zeit ab der Saison 2020/21 eine Übergangslösung. Da die Kampa-Halle der einzige größere Veranstaltungsort der Region war, diskutierten Stadt, Kreis und die ansässige Wirtschaft schon seit einigen Jahren über die Finanzierbarkeit einer Multifunktionshalle auf der östlichen Weserseite, die als Nachfolger der Kampa-Halle als Veranstaltungsort und als neue Spielstätte für GWD Minden dienen soll.
Hingegen plante der Kreis Minden-Lübbecke 2019, an der Stelle der jetzigen Halle ein neues Sportzentrum zu errichten, das allerdings mit weniger als 200 Zuschauerplätzen ausgestattet werden soll. Für die Zeit des Abrisses und des Neubaus ist nicht garantiert, dass der Schulsport ordnungsgemäß stattfinden kann, da die Kapazitäten anderer umliegender Sporthallen bereits ausgeschöpft sind. Ob das an die Halle angrenzende Schwimmbad bei der Errichtung einer neuen Halle bestehen bleiben kann, ist noch unklar.
Am 5. Oktober 2020 beschloss der Kreistag entgegen der bisherigen Überlegungen die umfassende Sanierung der Kampa-Halle und die Errichtung eines Sportzentrums unter Inanspruchnahme eines Bundeszuschusses und widerrief damit einen Kreistagsbeschluss vom 16. Dezember 2019, der den Abriss der Halle und der benachbarten Kreisschwimmhalle sowie die Bezuschussung des Baus einer Multifunktionshalle der Stadt Minden vorgesehen hatte.
Folgerichtig beantragte der GWD für die Saison 2021/22 die Lizenz für die Spiele der Handball Bundesliga, nachdem dort ein VIP-Raum eingerichtet worden war.

## Daten und Fakten
- Kapazität: 4.547 Sitz- und zahlreiche Stehplätze (Maximalkapazität bei Handballspielen: 4.059 Plätze)
- Betreiber: Kreis Minden-Lübbecke
- Hallenfläche: 48 m × 23 m (48 m × 29 m ohne Vortribüne)
- Hallenhöhe: 9,20 m
- Foyer-Süd: rund 500 m², Kassenbereiche, Catering
- Foyer-Nord: rund 400 m², Ausstellungsfläche/Veranstaltungen
- Kleinkaliber-, Luftgewehr-, Pistolen und Bogenschießstände
- Veranstaltungsbühne mit max. 210 m² Bühnenfläche